# Кашина Роза (Милано)
Кашина Роза је насеље у Италији у округу Милано, региону Ломбардија.
Према процени из 2011. у насељу је живело 49 становника. Насеље се налази на надморској висини од 116 м.